# Катажина Учерська

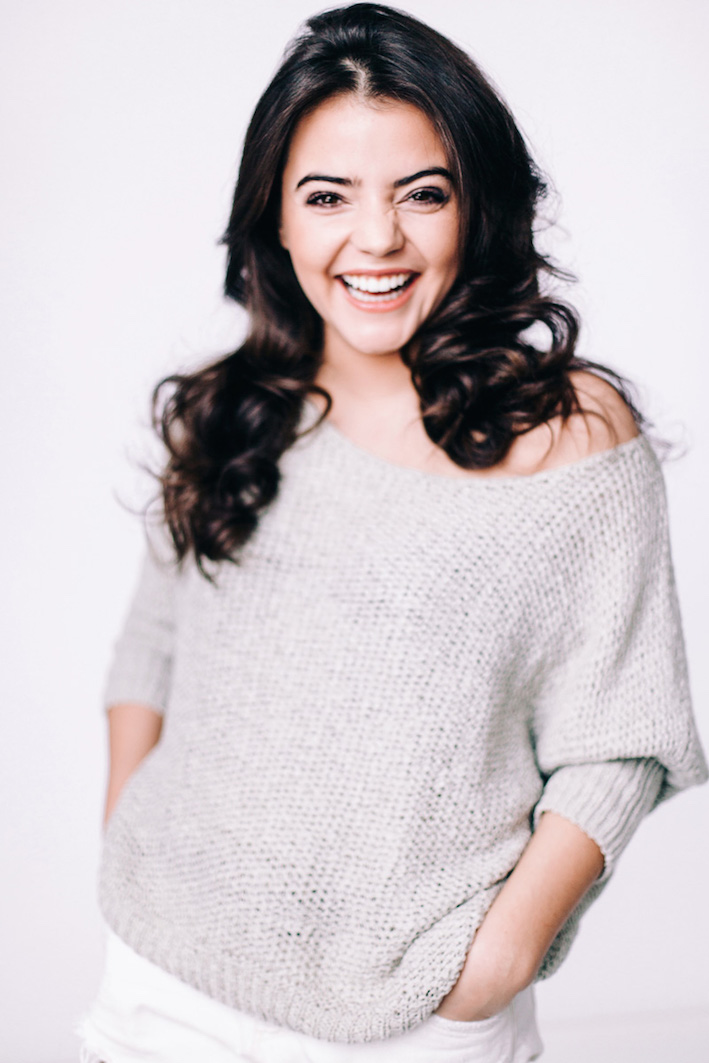
Катажина Учерська

Катажина Учерська (пол. Katarzyna Ucherska; народилася 7 жовтня 1992 року в місті Новий Сонч, Польща) — польська акторка театру та кіно, дубляжу. Закінчила у 2016 році Варшавську театральну академію.

## Біографія
Катажина Учерська знімалась в таких серіалах: Отець Метью, І хороше і погане, Комісар Алекс, Кольори щастя. З 2015 року постійно виступає на сцені Театру Атенеум у таких виставах: Дівчата і заміжні жінки у постановці Януша Висневського, Будемо режисера Войцеха Борковського, Кандід, або Оптимізм Адама Войтишко і Мацея Войтишко. У варшавському театрі Сирена зіграла головну роль у виставі Виховання Рити разом з Пйотром Фрончевським.

## Нагороди та номінації
- Отримала премію Фонду імені Александри Шльонської за видатні художні досягнення на сцені Театру Атенеум у Варшаві[4].
- За роль Сталіна в спектаклі «Майстер і Маргарита» режисера Вальдемара Разняка на XXXIII Фестивалі театральних шкіл у Лодзі отримав нагороду[5].
- У 2018 році за роль Олі Ющенко в телесеріалі Дівчата зі Львова (Наші пані у Варшаві) перемогла у номінації «Найкраща актриса» премії Telekamery[6].

## Театральні вистави

### Театральна Академія, Варшава
- 2013 — Фільм (реж. Анджей Стжелецький)
- 2014 — За межами реальності (реж..Віслав Комас)
- 2014 — Лиса співачка, Місіс Мартін (реж. Гжегож Чрапкевич)
- 2015 — Майстер і Маргарита, Сталін (реж. Вальдемар Разняк)

### Театр Багатела, Краків
- 2011 — Genomgnom, Анна (реж. Даріуш Старчевський)

### Театр Атенеум, Варшава
- 2015 — Дівчата і заміжні жінки, Генрика (реж. Януш Вішнєвський)
- 2016 — Будемо (реж. Войцех Борковський)
- 2017 — Кандід, або оптимізм (реж. Адам Войтишко, Мацей Войтишко)

### Сцена Spectrum
- 2016 — Навчання Рити, Рита (режисер Анджей Стжелецький)

## Фільмографія
- 2012—2013, 2015 рр.: Клан, Юлія Новик (реж. Павло Карпіньський)[7].
- 2013 р.: Отець Матвій, Паула Яворек (реж. Войцех Новак)[8].
- 2013—2014 рр.: M як любов (реж. Ярослав Баназек)
- 2014 р.: І хороше і погане, Мілка (реж. Гжегож Левандовський)
- з 2015 р.: Дівчата зі Львова, Ольга Ющенко (реж. Войцех Адамчик, Адам Войтишко)[9][10].
- 2017 р.: Комісар Алекс, медсестра Ольга (реж. Мартін Червіньский)
- 2017 р.: Кольори щастя, Ханна (реж. Наталія Корінка-Груз)[11].